# Paspalum notatum
El paspalum notatum  (Paspalum notatum) es una especie de gramínea tropical a subtropical, perenne de la familia Poaceae. Es notable por su prominente inflorescencia dual, en forma de V; con dos espigas tipo racimos que contienen múltiples espiguillas diminutas, cada una de 2,8-3,5 mm de largo.

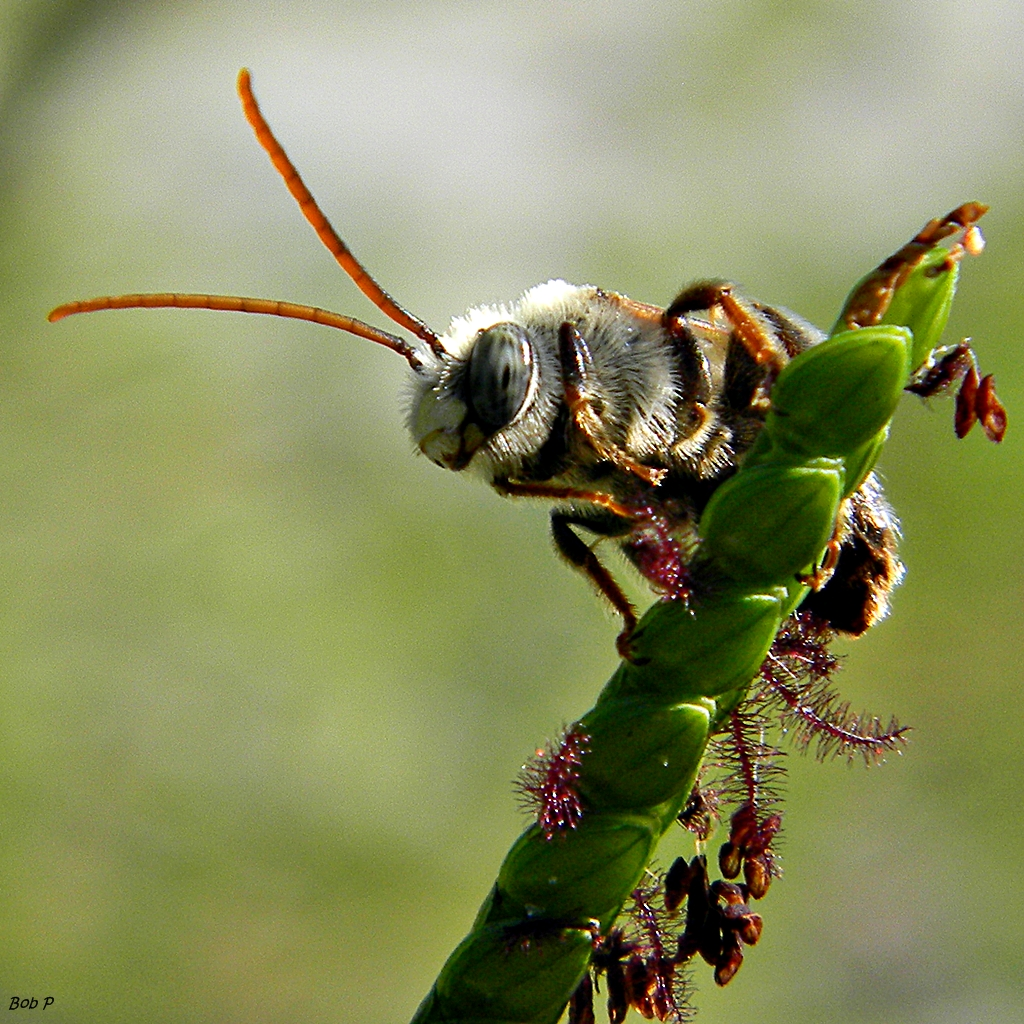
Detalle de la planta

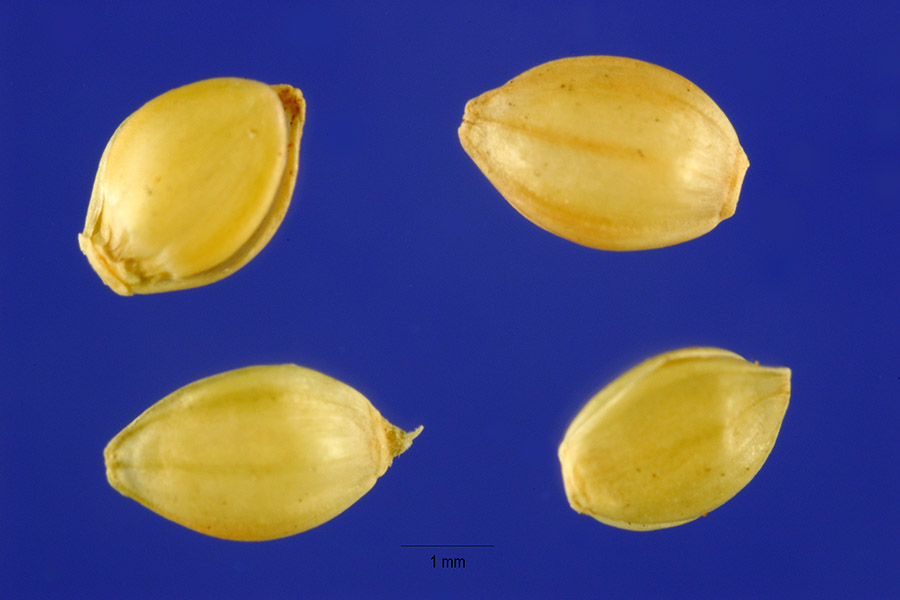
Semillas

## Descripción
Es un pasto perenne, cespitosa, de lento crecimiento, y formador de estolones y gruesos y escamosos rizomas. Los estolones se afirman fuertemente al terreno, tienen cortos entrenudos, y las raíces forman densas tramas radiculares. Hojas chatas, glabras, correosas, con láminas de 1 dm x 2-6 mm. Lígula anillada, densa, pelos cortos. Las bases foliares al término de cada rizoma usualmente tienen un matiz purpúreo. Los estípites, de solo dos nudos, alcanzan de 2-11 dm de altura.
Los racimos terminales duales están al tope de un tallo muy fino, o uno un poco más alto que el otro. Infrecuentemente, puede haber un tercero debajo de los dos terminales. Las espiguillas se superponen en dos filas. Dentro de cada espiguilla hay una diminuta flor. Estigmas y estambres, negros, pueden llegar a verse. 
Fruto cariopse oval, de 2,5 a 3,5 mm de largo. 
Está naturalizado en muchos lugares del mundo. Prefiere suelo arenoso, y tolera sombra, salinidad, y extrema sequedad. Semilla de junio a noviembre.

## Distribución y hábitat
Es endémica de Norteamérica: México; Centroamérica: Belice, Costa Rica, El Salvador, Honduras; el Caribe: Antigua y Barbuda, Dominica, Granada, Martinica, San Cristóbal y Nieves, Santa Lucía, San Vicente y Granadinas, Trinidad y Tobago;
Sudamérica: Guayana Francesa, Chile, Perú, Guyana, Surinam, Venezuela, Colombia, noreste argentino, Brasil, este de Bolivia, Paraguay, Uruguay. Crece de 0 a 1200 m s. n. m.

## Usos
Pasto principalmente usado como forrajero. Su valor nutritivo permanece alto cuando madura, pero en general no es productivo en demasía. Se valora como estabilizador de la erosión, facilidad de establecerse y persistencia. Es de relativamente bajo mantenimiento como "pasto de turf", con pocas enfermedades y problemas de insectos.
Generalmente es resistente a la sequía, aunque en esos casos disminuye su valor nutritivo. Por su resistencia es usada en Sudamérica como pasto para ganados. Por su gran capacidad de extensión se usa como césped de jardín.

## Taxonomía
Paspalum notatum fue descrito por Johannes Flüggé y publicado en Graminum Monographiae ... Pars. I. Paspalum. Reimaria 106. 1810.
Citología
Tiene un número de cromosomas de 2n = 40
Etimología
El nombre del género deriva del griego paspalos (una especie de mijo).
notatum: epíteto latíno 
Sinonimia
- Paspalum distachyon Willd. ex Döll
- Paspalum notatum var. latiflorum Döll
- Paspalum saltense Arechav.
- Paspalum tephophyllum Steud.
- Paspalum taphrophyllum Steud.
- Paspalum uruguayense Arechav.[5][6]

## Nombre común
Zacate común, pasto bahía, bahía, frente de toro, cañamazo, grama dulce, horqueta, kavaju, remolino, trencilla, yerba vasey, lengua de vaca (Venezuela), pasto horqueta (Argentina), macana (Colombia), grama negra (Bolivia), pasto kavaju (Paraguay), saca cebo (Cuba)

## Fuente
- Clayton, W.D., Harman, K.T. & Williamson, H. 2006. GrassBase - The Online World Grass Flora. http://www.kew.org/data/grasses-db.html. Bajado 13 de enero de 2008